# بی خداحافظی
بی خداحافظی عنوان فیلمی سینمایی به تهیه‌کنندگی محمد نشاط و کارگردانی احمد امینی و محصول سال ۱۳۹۰ است. بی خداحافظی فیلمی است اجتماعی که در آن رضا صادقی خواننده ایرانی به عنوان بازیگر نقش اول بازی می‌کند. از دیگر بازیگران می‌توان به محمدرضا فروتن، پگاه آهنگرانی و افشین هاشمی اشاره کرد.

## خلاصه فیلم
فیلم داستان سه جوان را روایت می‌کند که هر کدام برای رسیدن به هدفی از بندرعباس عازم تهران می‌شوند.